# 周勇 (统计学教授)
周勇，华东师范大学经管学部教授，主要从事大数据分析与建模、统计理论和方法等领域的科学研究。周勇还担任中国统计学会副会长、中国优选法统筹法与经济数学研究会副理事长，曾入选2011年度中国教育部长江学者特聘教授，中国科学院百人计划。